# Krzysztof Mączyński
Krzysztof Mączyński (ur. 23 maja 1987 w Krakowie) – polski piłkarz, który występował na pozycji pomocnika. W latach 2013–2018 reprezentant Polski. Uczestnik Mistrzostw Europy 2016. 

## Kariera klubowa

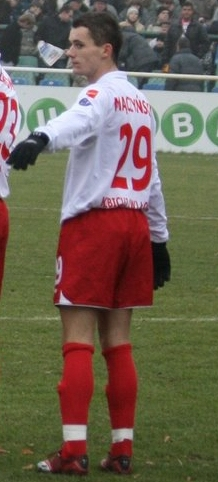
Mączyński w barwach ŁKS Łódź

Wychowanek Wisły Kraków. W pierwszym zespole Wisły występował od czerwca 2007. W Ekstraklasie zadebiutował 2 grudnia 2007 przeciwko Górnikowi Zabrze. W sezonie 2007/2008 zdobył mistrzostwo Polski z Wisłą Kraków. W tym samym sezonie zwyciężył razem z drużyną młodej Wisły w rozgrywkach Młodej Ekstraklasy. Latem 2011 został graczem Górnika Zabrze. 8 stycznia 2014 podpisał trzyletni kontrakt z chińskim Guizhou Renhe, w tym klubie został również kapitanem drużyny. 22 czerwca 2015 rozwiązał kontrakt z chińskim klubem. W lipcu 2015 powrócił do Wisły.
6 lipca 2017 podpisał dwuletni kontrakt z Legią Warszawa. 12 lipca 2017 zadebiutował w barwach warszawskiego zespołu w wygranym 3:0 meczu 2 rundy eliminacji Ligi Mistrzów z fińskim IFK Mariehamn. 8 sierpnia 2017 zdobył pierwszą bramkę dla Legii Warszawa w wygranym 4:1 spotkaniu z Wisłą Puławy w 1/16 finału Pucharu Polski. W dniu 16 stycznia 2019 r. rozwiązał kontrakt z Legią Warszawa.
19 stycznia 2019 r. został zawodnikiem Śląska Wrocław.
11 lutego 2024 poinformował o oficjalnym zakończeniu kariery piłkarskiej.

## Kariera reprezentacyjna
15 listopada 2013 Mączyński zadebiutował w seniorskiej reprezentacji, w meczu ze Słowacją, wchodząc na boisko w 76. minucie, zmieniając Tomasza Jodłowca.
14 października 2014 w meczu eliminacji ME 2016 ze Szkocją (2:2) zdobył swojego pierwszego gola w drużynie narodowej.
12 maja 2016 został powołany przez selekcjonera Adama Nawałkę do szerokiej kadry na Mistrzostwa Europy 2016 we Francji. 30 maja 2016 Adam Nawałka oficjalnie powołał go do ścisłego składu na mistrzostwa Europy.

## Statystyki

### Klubowe
(aktualne na dzień 16 marca 2019)
| Klub               | Sezon              | Liga               | Liga  | Liga   | Puchar kraju | Puchar kraju | Europa | Europa | Inne  | Inne   | Suma  | Suma   |
| Klub               | Sezon              | Liga               | Mecze | Bramki | Mecze        | Bramki       | Mecze  | Bramki | Mecze | Bramki | Mecze | Bramki |
| ------------------ | ------------------ | ------------------ | ----- | ------ | ------------ | ------------ | ------ | ------ | ----- | ------ | ----- | ------ |
| Wisła Kraków       | 2007/08            | I liga             | 2     | 0      | 1            | 0            | –      | –      | –     | –      | 3     | 0      |
| Wisła Kraków       | 2008/09            | Ekstraklasa        | –     | –      | –            | –            | –      | –      | 1     | 0      | 1     | 0      |
| Wisła Kraków       | 2009/10            | Ekstraklasa        | 6     | 0      | 2            | 0            | –      | –      | –     | –      | 8     | 0      |
| Wisła Kraków       | 2010/11            | Ekstraklasa        | –     | –      | –            | –            | –      | –      | –     | –      | 0     | 0      |
| Wisła Kraków       | Ogólnie            | Ogólnie            | 8     | 0      | 3            | 0            | 0      | 0      | 1     | 0      | 12    | 0      |
| ŁKS Łódź (wyp.)    | 2009/10            | I liga             | 13    | 1      | 1            | 0            | –      | –      | –     | –      | 14    | 1      |
| ŁKS Łódź (wyp.)    | 2010/11            | I liga             | 30    | 3      | 2            | 0            | –      | –      | –     | –      | 32    | 3      |
| ŁKS Łódź (wyp.)    | Ogólnie            | Ogólnie            | 43    | 4      | 3            | 0            | 0      | 0      | 0     | 0      | 46    | 4      |
| Górnik Zabrze      | 2011/12            | Ekstraklasa        | 26    | 0      | 1            | 0            | –      | –      | –     | –      | 27    | 0      |
| Górnik Zabrze      | 2012/13            | Ekstraklasa        | 26    | 1      | 1            | 0            | –      | –      | –     | –      | 27    | 1      |
| Górnik Zabrze      | 2013/14            | Ekstraklasa        | 21    | 1      | 2            | 0            | –      | –      | –     | –      | 23    | 1      |
| Górnik Zabrze      | Ogólnie            | Ogólnie            | 73    | 2      | 4            | 0            | 0      | 0      | 0     | 0      | 77    | 2      |
| Guizhou Renhe      | 2014               | Super League       | 27    | 3      | 1            | 0            | –      | –      | 1     | 0      | 29    | 3      |
| Guizhou Renhe      | 2015               | Super League       | 9     | 1      | –            | –            | –      | –      | –     | –      | 9     | 1      |
| Guizhou Renhe      | Ogólnie            | Ogólnie            | 36    | 4      | 1            | 0            | 0      | 0      | 1     | 0      | 38    | 4      |
| Wisła Kraków       | 2015/16            | Ekstraklasa        | 24    | 2      | 1            | 0            | –      | –      | –     | –      | 25    | 2      |
| Wisła Kraków       | 2016/17            | Ekstraklasa        | 31    | 1      | 4            | 1            | –      | –      | –     | –      | 35    | 2      |
| Wisła Kraków       | Ogólnie            | Ogólnie            | 55    | 3      | 5            | 1            | 0      | 0      | 0     | 0      | 60    | 4      |
| Legia Warszawa     | 2017/18            | Ekstraklasa        | 26    | 1      | 3            | 1            | 6      | 0      | –     | –      | 35    | 2      |
| Legia Warszawa     | 2018/19            | Ekstraklasa        | 4     | 1      | 0            | 0            | 6      | 0      | 1     | 0      | 11    | 1      |
| Legia Warszawa     | Ogólnie            | Ogólnie            | 30    | 2      | 3            | 1            | 12     | 0      | 1     | 0      | 46    | 3      |
| Śląsk Wrocław      | 2018/19            | Ekstraklasa        | 8     | 0      | 0            | 0            | –      | –      | –     | –      | 8     | 0      |
| Ogólnie w karierze | Ogólnie w karierze | Ogólnie w karierze | 251   | 15     | 19           | 2            | 12     | 0      | 3     | 0      | 285   | 17     |

### Reprezentacyjne
(aktualne na dzień 27 marca 2018)
| Reprezentacja | Rok  | Mecze | Bramki |
| ------------- | ---- | ----- | ------ |
| Polska        |      |       |        |
| 2013          | 2    | 0     |        |
| 2014          | 4    | 1     |        |
| 2015          | 8    | 0     |        |
| 2016          | 8    | 0     |        |
| 2017          | 8    | 1     |        |
| 2018          | 1    | 0     |        |
| Suma          | Suma | 31    | 2      |

| Mecze i gole w reprezentacji | Mecze i gole w reprezentacji | Mecze i gole w reprezentacji | Mecze i gole w reprezentacji | Mecze i gole w reprezentacji | Mecze i gole w reprezentacji | Mecze i gole w reprezentacji |
| Lp.                          | Data                         | Miejsce                      | Przeciwnik                   | Gol                          | Wynik                        | Rozgrywki                    |
| ---------------------------- | ---------------------------- | ---------------------------- | ---------------------------- | ---------------------------- | ---------------------------- | ---------------------------- |
| 1.                           | 15.11.2013                   | Wrocław, Polska              | Słowacja                     |                              | 0:2                          | towarzyski                   |
| 2.                           | 19.11.2013                   | Poznań, Polska               | Irlandia                     |                              | 0:0                          | towarzyski                   |
| 3.                           | 06.06.2014                   | Gdańsk, Polska               | Litwa                        |                              | 2:1                          | towarzyski                   |
| 4.                           | 07.09.2014                   | Faro–Loulé, Portugalia       | Gibraltar                    |                              | 7:0                          | el. ME 2016                  |
| 5.                           | 14.10.2014                   | Warszawa, Polska             | Szkocja                      | Gol                          | 2:2                          | el. ME 2016                  |
| 6.                           | 14.11.2014                   | Tbilisi, Gruzja              | Gruzja                       |                              | 4:0                          | el. ME 2016                  |
| 7.                           | 13.06.2015                   | Warszawa, Polska             | Gruzja                       |                              | 4:0                          | el. ME 2016                  |
| 8.                           | 16.06.2015                   | Gdańsk, Polska               | Grecja                       |                              | 0:0                          | towarzyski                   |
| 9.                           | 04.09.2015                   | Frankfurt nad Menem, Niemcy  | Niemcy                       |                              | 1:3                          | el. ME 2016                  |
| 10.                          | 07.09.2015                   | Warszawa, Polska             | Gibraltar                    |                              | 8:1                          | el. ME 2016                  |
| 11.                          | 08.10.2015                   | Glasgow, Szkocja             | Szkocja                      |                              | 2:2                          | el. ME 2016                  |
| 12.                          | 11.10.2015                   | Warszawa, Polska             | Irlandia                     |                              | 2:1                          | el. ME 2016                  |
| 13.                          | 13.11.2015                   | Warszawa, Polska             | Islandia                     |                              | 4:2                          | towarzyski                   |
| 14.                          | 17.11.2015                   | Wrocław, Polska              | Czechy                       |                              | 3:1                          | towarzyski                   |
| 15.                          | 01.06.2016                   | Gdańsk, Polska               | Holandia                     |                              | 1:2                          | towarzyski                   |
| 16.                          | 06.06.2016                   | Kraków, Polska               | Litwa                        |                              | 0:0                          | towarzyski                   |
| 17.                          | 12.06.2016                   | Nicea, Francja               | Irlandia Północna            |                              | 1:0                          | ME 2016                      |
| 18.                          | 16.06.2016                   | Saint-Denis, Francja         | Niemcy                       |                              | 0:0                          | ME 2016                      |
| 19.                          | 25.06.2016                   | Saint-Étienne, Francja       | Szwajcaria                   |                              | 1:1 (k. 5:4)                 | ME 2016                      |
| 20.                          | 30.06.2016                   | Marsylia, Francja            | Portugalia                   |                              | 1:1 (k. 3:5)                 | ME 2016                      |
| 21.                          | 11.11.2016                   | Bukareszt, Rumunia           | Rumunia                      |                              | 3:0                          | el. MŚ 2018                  |
| 22.                          | 14.11.2016                   | Wrocław, Polska              | Słowenia                     |                              | 1:1                          | towarzyski                   |
| 23.                          | 26.03.2017                   | Podgorica, Czarnogóra        | Czarnogóra                   |                              | 2:1                          | el. MŚ 2018                  |
| 24.                          | 10.06.2017                   | Warszawa, Polska             | Rumunia                      |                              | 3:1                          | el. MŚ 2018                  |
| 25.                          | 01.09.2017                   | Kopenhaga, Dania             | Dania                        |                              | 0:4                          | el. MŚ 2018                  |
| 26.                          | 04.09.2017                   | Warszawa, Polska             | Kazachstan                   |                              | 3:0                          | el. MŚ 2018                  |
| 27.                          | 05.10.2017                   | Erywań, Armenia              | Armenia                      |                              | 6:1                          | el. MŚ 2018                  |
| 28.                          | 08.10.2017                   | Warszawa, Polska             | Czarnogóra                   | Gol                          | 4:2                          | el. MŚ 2018                  |
| 29.                          | 10.11.2017                   | Warszawa, Polska             | Urugwaj                      |                              | 0:0                          | towarzyski                   |
| 30.                          | 13.11.2017                   | Gdańsk, Polska               | Meksyk                       |                              | 0:1                          | towarzyski                   |
| 31.                          | 27.03.2018                   | Chorzów, Polska              | Korea Południowa             |                              | 3:2                          | towarzyski                   |

## Sukcesy

### Wisła Kraków
- Mistrzostwo Polski: 2007/2008, 2008/2009

### Wisła Kraków (ME)
- Mistrzostwo Młodej Ekstraklasy: 2007/2008

### ŁKS Łódź
- Mistrzostwo I ligi: 2010/2011

### Guizhou Renhe
- Superpuchar Chin: 2014

### Legia Warszawa
- Mistrzostwo Polski: 2017/2018
- Puchar Polski: 2017/2018

## Życie prywatne
5 października 2015 został ojcem, żona Katarzyna urodziła ich córkę Victorię, a 29 listopada 2016 syna Filipa.